# Jaunība Dyneburg
Jaunība Dyneburg (łot. Futbola klubs „Jaunība Daugavpils”) – łotewski klub piłkarski z siedzibą w mieście Dyneburg, w południowo-wschodniej części kraju.

## Historia
Chronologia nazw:
- 1990: Baltnet Dyneburg
- 1994: Ķīmiķis Dyneburg
- 1995: Jaunība Dyneburg
- 1999: klub rozwiązano

Klub Piłkarski Baltnet został założony w mieście Dyneburg w 1990 roku. W 1990 zespół startował w niższej klasie mistrzostw Łotewskiej SRR.
Po uzyskaniu niepodległości przez Łotwę 21 sierpnia 1991 roku i organizowaniu własnych mistrzostw klub w 1992 startował w rozgrywkach drugiej ligi. W 1993 debiutował w pierwszej lidze, zajmując drugie miejsce i awansując do najwyższej ligi. Pierwszy sezon na najwyższym szczeblu był nieudanym – jako Ķīmiķis Dyneburg zajął ostatnie 12.miejsce i spadł z powrotem do pierwszej ligi. W 1995 klub zmienił nazwę na Jaunība Dyneburg i zajął 3.miejsce w pierwszej lidze. Sezon 1996 zakończył na 11.pozycji, w 1997 był dziesiątym. W 1998 zdobył wicemistrzostwo ligi. W sezonie 1999 zajął 6.miejsce, ale potem zrezygnował z występów i został rozwiązany.

## Sukcesy

### Trofea międzynarodowe
Nie uczestniczył w rozgrywkach europejskich (stan na 31-12-2017).

### Trofea krajowe
| \| \| Zdobyte trofea w rozgrywkach Łotwy (stan na: 31-12-2017) \| |                                                          |      |            |
| Rozgrywki                                                         | Osiągnięcie                                              | Razy | Sezon(y)   |
| Mistrzostwo                                                       | I miejsce                                                | 0    |            |
| Mistrzostwo                                                       | II miejsce                                               | 0    |            |
| Mistrzostwo                                                       | III miejsce                                              | 0    |            |
| Mistrzostwo                                                       | 12.miejsce                                               | 1    | 1994       |
| · Puchar                                                          | zdobywca                                                 | 0    |            |
| · Puchar                                                          | finalista                                                | 0    |            |
| · Puchar                                                          | ćwierćfinalista                                          | 1    | 1994       |
| II liga                                                           | I miejsce                                                | 0    |            |
| II liga                                                           | II miejsce                                               | 2    | 1993, 1998 |
| II liga                                                           | III miejsce                                              | 1    | 1995       |
| Łotwa                                                             | Zdobyte trofea w rozgrywkach Łotwy (stan na: 31-12-2017) |      |            |

## Stadion
Klub rozgrywa swoje mecze domowe na stadionie Celtnieks w Dyneburgu, który może pomieścić 5000 widzów.

## Trenerzy
...
- 1993–1994:  Ivans Maksimčuks

...